# Centrostigma occultans
Centrostigma occultans là một loài thực vật có hoa trong họ Lan. Loài này được (Welw. ex Rchb.f.) Schltr. mô tả khoa học đầu tiên năm 1915.